# Riccia dictyospora
Riccia dictyospora là một loài rêu trong họ Ricciaceae. Loài này được M. Howe mô tả khoa học đầu tiên.